# Coelogorgia palmosa
Coelogorgia palmosa is een zachte koraalsoort uit de familie Coelogorgiidae. De koraalsoort komt uit het geslacht Coelogorgia. Coelogorgia palmosa werd in 1857 voor het eerst wetenschappelijk beschreven door Milne Edwards & Haime. 